# 秋木园站
秋木园站建于1964年，是成昆铁路上的一个已经废止的铁路车站，位于云南省安宁市温泉街道秋木园。
本站原隶属昆明铁路局管辖，北上距成都站1065公里，南下距昆明站35公里。